# Де Аркер Буигас, Каэтано
Каэтано де Аркер Буигас (исп. Cayetano de Arquer Buigas, 11 января 1932 года, Сарданьола-дель-Вальес, Барселона — 13 сентября 2012 года) — испанский художник-импрессионист. Рисовал картины, используя нефть, пастель и уголь.

## Биография
Каэтано родился в семье де Аркер Буигас. Аркеры были дворянами, Буигас занимались искусством. Его дед по материнской линии — архитектор Каэтано Буигас Монрава, автор памятника Колумбу в Барселоне, презентация которого состоялась на Всемирной выставке в Барселоне в 1888 году.
Каэтано не получил художественного образования и стал художником-самоучкой. С 1968 года он уверенно начал участвовать в персональных и групповых выставках, как в Испании, так и по всему миру. Несмотря на то, что Каэтоно рисовал портреты и пейзажи, основным мотивом в его работах оставалось изображение женщины, нередко полуобнаженной.
В мае 1983 года он был выбран для открытия новой галереи El Claustre в Жироне. С ней он будет работать в течение 25 лет и продемонстрирует оглушительный успех.
Художник является финалистом конкурса BP Portrait Award в 2011 году. В 50 работ, экспонировавшихся на выставке, вошла одна из самых популярных картин художника — «Oh!». На ней изображена подруга одного из учеников Каэтано. На картине полуобнаженная девушка, нарисованная в фигуративном стиле, смотрит на свой абстрактный портрет. Такой подход должен был стимулировать диалог в искусстве.
«Только художник способен изобразить жизнь такой, какая она есть. Другие — ученики чародея, претенденты на гениальность, экстравагантные профессионалы — едва успевают зарисовать или фальсифицировать её. Так вот в работах Аркера Буигаса очень много жизни. Как сказал Виктор Гюго, только художник может заново изобрести то, что он видит, чтобы это казалось знакомым и в то же время новым». — Кармен Посадас, писательница.

Работы художника экспонируют и после его смерти. Так например, в 2014 году состоялась выставка «Arquer Buigas: возвращение к живописи», организованная фондом Vila Casas. Как было сказано в пресс-релизе, «женские ню немедленно привлекают внимание зрителя своей элегантностью и чувственностью, подчеркивая красоту женского тела, как у Дега, только с оттенком утонченной сладострастности, которая передается даже в портретах». Главной особенностью выставки стала коллекция из 19 палитр, которые художник использовал с 1998 по 2002 год. Дело в том, что Каэтано вырезал свои собственные палитры, чтобы было удобно держать их несколько часов.